# Ruthless (Bizzy Bone)
Ruthless è un album in studio da solista del rapper statunitense Bizzy Bone, pubblicato nel 2008.

## Tracce
1. Intro (Layzie Dedication)
2. That's How (featuring Pitbull)
3. It's 1999
4. Fuck da World
5. Gangsta
6. Get Bizzy
7. Hoodtails (featuring Rick Ross)
8. Ready 4 War
9. Get High
10. Uptown Downtown
11. 4 da Ladies
12. Rollercoaster (featuring Layzie Bone)